# Diclidurini
Die Diclidurini sind eine Tribus der Fledermausfamilie der Glattnasen-Freischwänze (Emballonuridae). Dieses Taxon fasst alle in Amerika lebenden Arten dieser Familie zusammen. Es umfasst rund 20 Arten in acht Gattungen.
Das Verbreitungsgebiet der Diclidurini reicht vom südlichen Mexiko bis Bolivien und das südöstliche Brasilien, umfasst jedoch nicht die karibischen Inseln.

## Beschreibung
Diclidurini sind relativ kleine Fledermäuse, sie erreichen eine Kopfrumpflänge von vier bis acht Zentimetern und ein Gewicht von vier bis 15 Gramm. Das Fell der meisten Arten ist bräunlich oder gräulich gefärbt, wobei die Unterseite meist etwas heller ist. Die Amerikanischen Gespenstfledermäuse (Diclidurus) haben hingegen ein weißes Fell. Zwei Gattungen, die Zweistreifenfledermäuse (Saccopteryx) und die Nasenfledermaus (Rhynchonycteris) haben zwei weiße Wellenlinien am Rücken. Alle Arten sind durch die relativ langgezogene, spitze Schnauze gekennzeichnet; wie bei allen Glattnasen-Freischwänzen fehlt das Nasenblatt. Die meisten Arten haben sackförmige Drüsen an der Oberseite der Flügel und oft auch eine weitere Drüse an der Schwanzwurzel. Der Schwanz ist kurz und ragt ein Stück nach oben aus dem Uropatagium (der Flugmembran zwischen den Beinen) heraus.

## Lebensweise
Der Lebensraum der meisten Arten sind Wälder, manche Tiere finden sich jedoch auch in offenen Gebieten, beispielsweise Savannen. Viele Arten suchen die Nähe von Gewässern, sie schlafen nahe am Wasser und suchen auch ihre Nahrung, die bei allen Arten fast ausschließlich aus Insekten besteht, über Flüssen und Seen. Im Gegensatz zu vielen anderen Fledermäusen bevorzugen die Diclidurini exponiertere Schlafplätze, zum Beispiel auf Bäumen (an den Stämmen oder unter Blättern), in Baumhöhlen oder an offenen Felsen. Von manchen Arten ist bekannt, dass ein dominantes Männchen ein Harem von Weibchen um sich schart, eine Art, Saccoptery leptura, dürfte hingegen in monogamen Beziehungen leben. Etliche Arten leben in kleinen bis mittelgroßen Gruppen.

## Gattungen und Arten
- Balantiopteryx: Die drei Arten der Gattung Balantiopteryx sind vom südlichen Mexiko bis in den Nordwesten Ecuadors verbreitet. Diese Tiere leben in großen Kolonien von oft mehreren tausend Tieren. Die drei Arten sind Balantiopteryx infusca, Balantiopteryx io und Balantiopteryx plicata.
- Centronycteris: Die zwei Arten dieser Gattung, der Spornscheidenschwanz (Centronycteris maximiliani)  und Centronycteris centralis, werden wegen ihres zottigen Fells im Englischen aus Shaggy bats bezeichnet. Sie sind selten zu sehen, da sie dichte Wälder als Lebensraum bevorzugen. Ihre Heimat reicht von Südmexiko bis Brasilien.
- Cormura: Diese Gattung umfasst nur eine Art, Cormura brevirostris, die von Nicaragua bis Peru und Mittelbrasilien verbreitet ist. Die Färbung ihres Fells variiert von schwarzbraun bis rötlich.
- Cyttarops: Die einzige Art dieser Gattung, Cyttarops alecto, ist durch die kurzen Ohren gekennzeichnet. Sie kommt von Nicaragua bis Nordbrasilien vor.
- Amerikanische Gespenstfledermäuse (Diclidurus): Die vier Arten der Amerikanischen Gespenstfledermäuse sind weiß oder weißgrau gefärbt und sind neben der Weißen Fledermaus (Ectophylla alba) die einzige Fledermausgattung mit diesem Merkmal. Sie sind die größten Vertreter der Diclidurini und von Südmexiko bis in die Amazonas-Region Brasiliens verbreitet.
- Peropteryx: Die Gattung Peropteryx wird im Englischen wegen ihrer spitzen, schmalen Schnauze als Dog-like bats (hundeähnliche Fledermäuse) bezeichnet. Die vier Arten kommen von Mexiko bis Südbrasilien vor. Ihr Körper ist dunkelbraun gefärbt, im Gegensatz zu den anderen Arten sticht Peropteryx leucopterus durch die weiß gefärbten Flügel hervor.
- Rhynchonycteris: Eine lange, leicht aufwärts gebogene Schnauze ist Kennzeichen der einzigen Art dieser Gattung, der Nasenfledermaus (Rhynchonycteris naso). Ihr Fell ist grau und lang, am Rücken hat sie zwei weiße Wellenlinien. Mit einem Gewicht von zwei bis vier Gramm zählt sie zu den kleinsten Fledermausarten überhaupt. Ihr Verbreitungsgebiet reicht von Südmexiko bis Südostbrasilien.
- Sackflügel- oder Zweistreifenfledermäuse (Saccopteryx)